# محاس (الصومال)
محاس (بالصومالية: Maxaas)‏ هي مدينة تقع في محافظة هيران بوسط الصومال وهي عاصمة مقاطعة محاس شرق المحافظة.

## أحداث
في 4 يناير 2023، أدى تفجير مزدوج [الإنجليزية] شنته حركة الشباب بسيارتين مفخختين إلى مقتل 35 شخصًا.
في 3 سبتمبر 2023، زار الرئيس الصومالي حسن شيخ محمود بلدة حماس بهدف إعادة تعبئة القوات المحلية، بعد الهزائم الأخيرة على يد حركة الشباب.